# 20530 Джонайрес
20530 Джонайрес (20530 Johnayres) — астероїд головного поясу, відкритий 7 вересня 1999 року.
Тіссеранів параметр щодо Юпітера — 3,183.